# Rogeria carinata
Rogeria carinata é uma espécie de formiga do gênero Rogeria, pertencente à subfamília Myrmicinae.